# 小松島市
小松島市（日语：／ Komatsushima shi */?）是位於日本德島縣東部沿海的城市。北邊與東邊臨紀伊水道，市中心地處在由勝浦川和那賀川沖積而成的平原上，人口則多集中在港口周邊。當地自古以來因擁有天然良港，而逐漸發展成連接四國與京阪神地區的海上交通要地。當地也作為阿波狸合戰的故事地點，以及屋島之戰時源義經的登陸地而聞名。
四國八十八箇所中的第18號札所恩山寺，以及第19號札所立江寺即坐落於市內。

## 地理
小松島市的北邊為日峰山，南部為地勢平緩的田野與赤石山地，西部則是四國山地東端的丘陵地帶。當地整體氣候較溫暖，冬季的最低氣溫鮮少低於0度以下。年均降雨量則約1500毫米。

## 歷史
小松島市曾發掘出貝塚與古墳群，顯示當地在古時便有人類定居。天正13年(1585年)，蜂須賀家政因在四國征伐中立下戰功，而被豐臣秀吉獲封阿波國17多萬石，小松地區也納入蜂須賀氏的統治範圍。在江戶時代，小松島地區作為阿波國的商業與金融中心而逐漸繁榮。

### 年表
- 1889年10月1日：實施町村制，現在的轄區在當時分屬：
  - 勝浦郡：小松島村。
  - 那賀郡：立江村、坂野村。
- 1908年7月10日：立江村改制為立江町。
- 1908年11月1日：小松島村改制為小松島町。
- 1940年4月1日：坂野村改制為坂野町。
- 1941年：舊日本海軍小松島海軍航空隊設置於轄區內。
- 1951年4月1日：立江町被併入小松島町。
- 1951年6月1日：小松島町改制為小松島市。[13]
- 1956年9月30日：坂野町被併入小松島市。
- 1965年：海上自衛隊小松島航空隊成立於轄區內。
- 1985年3月14日：國鐵小松島線停止營運。
- 1993年：小松島渡輪停止營運。
- 1999年：南海渡輪轉移至德島港，小松島港自此無客運渡輪。

### 變遷表
| 1889年10月1日 | 1889年 - 1926年        | 1926年 - 1954年           | 1926年 - 1954年       | 1955年 - 1989年            | 1989年 - 現在 | 現在     |
| ------------- | ---------------------- | ------------------------- | --------------------- | -------------------------- | ------------- | -------- |
| 小松島村      | 1907年11月1日 小松島町 | 1907年11月1日 小松島町    | 1951年6月1日 小松島市 | 1951年6月1日 小松島市      | 小松島市      | 小松島市 |
| 立江村        | 1908年7月10日 立江町   | 1951年4月1日 併入小松島町 | 1951年6月1日 小松島市 | 1951年6月1日 小松島市      | 小松島市      | 小松島市 |
| 坂野村        | 坂野村                 | 1940年4月1日 坂野町       | 1940年4月1日 坂野町   | 1956年9月30日 併入小松島市 | 小松島市      | 小松島市 |

## 行政

### 歴任市長
| 任    | 姓名     | 上任年月日   | 卸任年月日    | 備註 |
| ----- | -------- | ------------ | ------------- | ---- |
| 1-2   | 西岡喜平 | 1951年6月    | 1957年2月     |      |
| 3-6   | 酒井暊   | 1957年2月    | 1973年1月     |      |
| 7-10  | 麻植豐   | 1973年1月    | 1989年1月     |      |
| 11-14 | 西川政善 | 1989年1月    | 2005年2月2日  |      |
| 15-16 | 稻田米昭 | 2005年2月3日 | 2013年2月2日  |      |
| 17-18 | 濱田保徳 | 2013年2月3日 | 2020年4月30日 |      |
| 代理  | 中西洋一 | 2020年5月1日 | 2020年6月7日  |      |
| 19-20 | 中山俊雄 | 2020年6月7日 | 現任          |      |

## 交通

### 鐵路
過去在小松港曾有國鐵小松島線小松島車站可轉乘火车渡轮連結和歌山市的和歌山港車站。但隨著本州四國之間橋連的興建，此渡輪也停止營運，小松島線也在1985年停止營運。
- 四國旅客鐵道
  - 牟岐線：（德島市） - 中田車站 - 南小松島車站 - 阿波赤石車站 - 立江車站 - （阿南市）

| 中田車站 |
|          |

## 觀光
- 和田島砂嘴
- 辯天山砲台跡
- 四國八十八箇所
  - 恩山寺（18番札所）
  - 立江寺（19番札所）
- 金長神社
- 千代松原

## 教育
高等學校
- 德島縣立小松島高等學校
- 德島縣立小松島西高等學校

特殊學校
- 德島縣立ひのみね支援學校
- 德島縣立みなと高等學園

## 姊妹、友好都市

### 日本
- 本別町（北海道中川郡）
兩地於2001年6月1日締結為友好都市。

## 本地出身之名人
- 堀尾和孝：吉他手
- 喜田貞吉：歷史學者
- 堀淵清治：企業家
- 住友紀人：作曲家
- 幾原邦彦：動畫導演
- 大杉漣：俳優
- 木村容子：漫才師
- 重本小鳥：藝人
- 牛田成樹：職業棒球選手
- 畠山準：前職業棒球選手
- 根本隆輝：前職業棒球選手
- 林祐征：職業足球選手
- 山下敏和：射擊運動選手
- 港龍安啓：前相撲力士
- 大家正喜：前馬拉松選手